# Dusona pulchripes
Dusona pulchripes är en stekelart som först beskrevs av Holmgren 1872.  Dusona pulchripes ingår i släktet Dusona och familjen brokparasitsteklar. Arten är reproducerande i Sverige. Inga underarter finns listade i Catalogue of Life.